# Irene Strenge
Irene Strenge (* 1948 in Hamburg) ist eine deutsche Juristin und Sachbuchautorin.

## Tätigkeit
Strenge studierte von 1968 bis 1972 Jura in Tübingen, Lausanne und Hamburg. 1992 promovierte sie zur Dr. jur. Seit 1976 praktizierte sie als Rechtsanwältin.
Seit den 1990er Jahren ist Strenge durch eine Reihe von historiographischen Publikationen hervorgetreten, die überwiegend im Bereich der neueren deutschen Geschichte angesiedelt sind. Thematisch kreisen sie insbesondere um die Zeit der ausgehenden Weimarer Republik und der frühen NS-Zeit. So veröffentlichte sie unter anderem eine Studie über die Politik des Reichswehrministeriums unter Kurt von Schleicher sowie eine Edition der erhaltenen persönlichen Aufzeichnungen des Leiters der Abwehrabteilung dieses Ministeriums Ferdinand von Bredow.
Sie ist mit Hans-Peter Strenge, einem Verwaltungsjuristen und Bezirksamtsleiter (1984–1995) in Hamburg-Altona, verheiratet und hat drei erwachsene Kinder.

## Schriften (Auswahl)
- Gebietsveränderungen und Änderungen der Verwaltungsstruktur in Altona 1927 und 1937/1938. Hamburg 1992, (Hamburg, Universität, juristische Dissertation, 1992).
- mit Thomas Raithel: Die Reichstagsbrandverordnung. Grundlegung der Diktatur mit den Instrumenten des Weimarer Ausnahmezustandes. In: Vierteljahrshefte für Zeitgeschichte. Bd. 48, Nr. 2, 2000, S. 413–460, JSTOR:30197530.
- Machtübernahme 1933 – alles auf legalem Weg? (= Zeitgeschichtliche Forschungen. 15). Duncker & Humblot, Berlin 2002, ISBN 3-428-10815-9.
- Codex Hammurapi und die Rechtsstellung der Frau. Königshausen & Neumann, Würzburg 2006, ISBN 3-8260-3479-1.
- Kurt von Schleicher. Politik im Reichswehrministerium am Ende der Weimarer Republik (= Zeitgeschichtliche Forschungen. 29). Duncker & Humblot, Berlin 2006, ISBN 3-428-12112-0.
- Spa im Ersten Weltkrieg. (1914–1918). Lazarett und großes Hauptquartier. Deutsche Besatzungspolitik in Belgien. Königshausen & Neumann, Würzburg 2007, ISBN 978-3-8260-3693-4.
- Ferdinand von Bredow. Notizen vom 20.2.1933 bis 31.12.1933. Tägliche Aufzeichnungen vom 1.1.1934 bis 28.6.1934 (= Zeitgeschichtliche Forschungen. 39). Duncker & Humblot, Berlin 2009, ISBN 978-3-428-12960-7.
- Das Ermächtigungsgesetz vom 24. März 1933. In: Journal der Juristischen Zeitgeschichte. Bd. 7, Nr. 1, 2013, S. 1–46, doi:10.1515/jjzg.2013.1.